# 品英儀器
品英儀器是一間總部位於英國濱海克拉特 ( Clacton-On-Sea ) 的測試儀器公司。品英設計，生產和銷售一系列於LXI，PXI，IEEE-488，PCI和VXI平台上的可程式開關，儀器和線路產品。這些產品則出售至功能測試，硬體在環和設計核查的市場。
品英是一間私人擁有的公司，於英國濱海克拉特和捷克特日內兹擁有設計和生產的工廠，再加上其他位於美國 (東岸和西岸)，德國，法國，瑞典和中國的分公司，負責直接銷售和支援營運。

## 歷史
- 1968 - 品英電子正式成立，專門設計和生產高可靠性的簧片繼電器給新興的自動測試設備 ( ATE: Automatic Test Equiment ) 市場。
- 1988 - 品英儀器作為品英電子的子公司正式成立，並推出第一件由 IEEE-488 控制，於 3U 模組格式下的開關系統產品，名為系統 10。
- 1990 - 高性能的 IEEE-488 開關方案，系統 20，發行於 6U 的模組格式。
- 1995 - 高密度的 VXI 開關模組系列，系統 30，正式推出。
- 1998 - 正式推出第一張 PXI 的開關卡，系統 40。
- 2000 - 品英以系統 50，進入 PCI (Peripheral Component Interconnect) 的開關卡市場。
- 2002 - 品英於 PXI 格式下推出 BRIC 系列的超高密度開關模組，並且每個模組能擁有超出 4000 個繼電器，於任何的測試平台上都擁有最高的密度。
- 2005 - 品英已推出超過 500 種 PXI 的模組[1]。
- 2005 - 品英和安捷倫都是首間發行 LXI 認證產品的公司，品英提供 60-100 的模組開關產品並有超過 500 張開關卡同時發行。
- 2007 - 推出很多新增的 LXI 矩陣，微波，射頻，光學，高電壓和高功率的開關產品
- 2009 - 品英開始採用內置繼電器自我測試 BIRST ( Bulit In Relay Self Test ) 於 PXI 的矩陣產品系列當中[2]。
- 2011 - Autotestcon 會議/博覽會，美國巴爾的摩，9月12日: 品英儀器發行13種新的 PXI/LXI 產品[3]。
- 2013 - 品英儀器發行 13 種新的 PXI, LXI 和 PCI 產品。
- 2014 - 與 OPAL-RT TECHNOLOGIES 於硬體在環 ( HIL ) 故障插入測試成為合作夥伴。
- 2014 - 品英宣佈提供超過 1000 張 PXI 模組的重大里程碑。
- 2014 - 品英發行 17 種新的 PXI 和 PCI 產品。
- 2015 - 品英開始採用外部內置繼電器自我測試 eBIRST (external Built In Relay Self Test ) 於 PXI, LXI 和 PCI 的產品系列當中。

## 主要產品範圍
品英主要的產品於 PXI, LXI 和 PCI 平台，專門於開關，可程式電阻，衰減器，電源，或用於以上產品的基本儀器儀組和佈線。

## 品英儀器的公司集團
- 品英儀器 ( 總部 ), 英國濱海克拉特
- 品英儀器, 美國俄勒岡州格蘭茨帕斯
- 品英儀器, 捷克特日內兹
- 品英儀器, 德國慕尼黑哈爾
- 品英儀器, 法國巴黎諾瑟爾
- 品英儀器, 瑞典

## 測試工業協會
品英是 LXI 聯盟的策略會員
品英是 PXI 系統聯盟的贊助會員

## 外部連結
- 品英儀器官方網站（页面存档备份，存于）
- 品英電子簧片繼電器官方網站（页面存档备份，存于）
- PXI 書籍 - 一個 PXI 標準的概述（页面存档备份，存于）
- LXI 書籍 - 一個 LXI 標準的概述（页面存档备份，存于）